# Major League Soccer (1997)
Major League Soccer w roku 1997 był drugim sezonem tych rozgrywek. Drugi raz z rzędu mistrzem MLS został klub D.C. United, natomiast wicemistrzem Colorado Rapids.

## Sezon zasadniczy

### Konferencja Wschodnia
| #  | Drużyna                | M  | Z  | P  | Bramki | Punkty | Uwagi    |
| -- | ---------------------- | -- | -- | -- | ------ | ------ | -------- |
| 1. | D.C. United            | 32 | 21 | 11 | 70:53  | 55     | Play Off |
| 2. | Tampa Bay Mutiny       | 32 | 17 | 15 | 55:60  | 45     | Play Off |
| 3. | Columbus Crew          | 32 | 15 | 17 | 42:41  | 39     | Play Off |
| 4. | New England Revolution | 32 | 15 | 17 | 40:53  | 37     | Play Off |
| 5. | MetroStars             | 32 | 13 | 19 | 43:53  | 35     |          |

### Konferencja Zachodnia
| #  | Drużyna             | M  | Z  | P  | Bramki | Punkty | Uwagi    |
| -- | ------------------- | -- | -- | -- | ------ | ------ | -------- |
| 1. | Kansas City Wizards | 32 | 21 | 11 | 57:51  | 49     | Play Off |
| 2. | Los Angeles Galaxy  | 32 | 16 | 16 | 55:44  | 44     | Play Off |
| 3. | Dallas Burn         | 32 | 16 | 16 | 55:49  | 42     | Play Off |
| 4. | Colorado Rapids     | 32 | 14 | 18 | 50:59  | 38     | Play Off |
| 5. | San Jose Clash      | 32 | 12 | 20 | 55:59  | 30     |          |

Aktualne na 12 kwietnia 2018. Źródło:
Zasady ustalania kolejności: 1. liczba zdobytych punktów; 2. różnica zdobytych bramek; 3. większa liczba zdobytych bramek.

## Play off
Ćwierćfinał i półfinał grano do 2 zwycięstw. Finał grano w formie pojedynczego meczu.

### Ćwierćfinał

#### Para nr 1
| 14 października 1997                                     | Sporting Kansas City | 0:3   | Colorado Rapids                                      |                                                                            |
|                                                          |                      | (0:1) | 25' Sean Henderson · 67' Paul Bravo · 75' Ross Paule | Arrowhead Stadium, Kansas City, Missouri Widzów: 10 174 Sędzia: Brian Hall |
| Steve Pittman · Ryan Tinsley · Edmundo Rodriguez · Preki |                      | (0:1) |                                                      | Arrowhead Stadium, Kansas City, Missouri Widzów: 10 174 Sędzia: Brian Hall |

| 28 października 1997 | Colorado Rapids                                                          | 3:2   | Sporting Kansas City            |                                                                           |
|                      | Paul Bravo 16', 68' · Wolde Harris 83'                                   | (1:1) | 9' Vitalis Takawira · 88' Preki | Mile High Stadium, Denver, Kolorado Widzów: 13 117 Sędzia: Paul Tamberino |
|                      | 24' Richard Gough · 27' Matt McKeon · 51' Uche Okafor · 86' Frank Klopas | (1:1) |                                 | Mile High Stadium, Denver, Kolorado Widzów: 13 117 Sędzia: Paul Tamberino |

Rywalizację wygrało Colorado Rapids.

#### Para nr 2
| 15 października 1997                                           | Los Angeles Galaxy            | 0:0 k. 0:2                                                | FC Dallas |                                                                    |
|                                                                |                               |                                                           |           | Rose Bowl, Pasadena, Kalifornia Widzów: 18 921 Sędzia: Kevin Stott |
| Greg Vanney 9' · Danny Pena 68'                                | 9' Alain Sutter · 61' Ted Eck |                                                           |           |                                                                    |
| · Harut Karapetyan · Chris Armas · Martín Machón · Greg Vanney | Rzuty karne                   | · Alain Sutter · Tom Soehn · Mark Santel · Damián Álvarez |           |                                                                    |

| 28 października 1997             | FC Dallas                                      | 3:0   | Los Angeles Galaxy |                                                                        |
|                                  | Dante Washington 29', 69' · Daniel Peinado 86' | (1:0) |                    | Cotton Bowl, Dallas, Teksas Widzów: 11 248 Sędzia: Esfandiar Baharmast |
| Mark Santel 42' · Damián Álvarez | 17' Danny Pena · 35' Dan Calichman             | (1:0) |                    | Cotton Bowl, Dallas, Teksas Widzów: 11 248 Sędzia: Esfandiar Baharmast |

Rywalizację wygrało FC Dallas.

#### Para nr 3
| 15 października 1997 | D.C. United                                                    | 4:1   | New England Revolution |                                                                                          |
|                      | Roy Wegerle 13', 56' · Jaime Moreno 65', 76'                   | (1:0) | 89' Mike Burns         | Robert F. Kennedy Memorial Stadium, Waszyngton, D. C. Widzów: 12 540 Sędzia: Tim Weyland |
|                      | 55' Leonardo Squadrone · 61' Alejandro Farías · 79' Mike Burns | (1:0) |                        | Robert F. Kennedy Memorial Stadium, Waszyngton, D. C. Widzów: 12 540 Sędzia: Tim Weyland |

| 28 października 1997                                                                                             | New England Revolution             | 1:1 k. 3:4 | D.C. United         |                                                                                 |
| | Joe-Max Moore 72' (k)              | (0:0, 1:1, k. 3:4)                                                                                              | 53' Richie Williams | Foxboro Stadium, Foxborough, Massachusetts Widzów: 16 233 Sędzia: Richard Grady |
| Giuseppe Galderisi 28' · Ivan McKinley 74' · Francis Okaroh 74'                                                  | 37' Jaime Moreno · 42' Tony Sanneh | (0:0, 1:1, k. 3:4)                                                                                              |                     | Foxboro Stadium, Foxborough, Massachusetts Widzów: 16 233 Sędzia: Richard Grady |
| · Joe-Max Moore · Mike Burns · Ted Chronopoulos · Giuseppe Galderisi · Beto Naveda · Paul Keegan · Ivan McKinley | Rzuty karne                        | · Marco Etcheverry · Jaime Moreno · Kris Kelderman · Jeff Agoos · Benedict Iroha · John Harkes · Carlos Llamosa |                     | Foxboro Stadium, Foxborough, Massachusetts Widzów: 16 233 Sędzia: Richard Grady |

Rywalizację wygrało D.C. United.

#### Para nr 4
| 15 października 1997       | Tampa Bay Rowdies                       | 1:2   | Columbus Crew                        |                                                         |
|                            | Gilmar Antônio Batista 35'              | (1:1) | 11' Jason Farrell · 83' Anthony Wood | Tampa Stadium, Floryda Widzów: 8 272 Sędzia: Noel Kenny |
| Gilmar Antônio Batista 25' | 57' Michael Clark · 85' Robert Warzycha | (1:1) |                                      | Tampa Stadium, Floryda Widzów: 8 272 Sędzia: Noel Kenny |

| 28 października 1997 | Columbus Crew                                                     | 2:0   | Tampa Bay Rowdies |                                                                   |
|                      | Brian McBride 43' · Robert Warzycha 73'                           | (1:0) |                   | Ohio Stadium, Columbus, Ohio Widzów: 13 102 Sędzia: Joshua Patlak |
| Thomas Dooley 8'     | 21' Gilmar Antônio Batista · 22' Martín Vásquez · 24' Cle Kooiman | (1:0) |                   | Ohio Stadium, Columbus, Ohio Widzów: 13 102 Sędzia: Joshua Patlak |

Rywalizację wygrało Columbus Crew.

### Półfinał

#### Para nr 1
| 112 października 1997                 | FC Dallas                         | 0:1   | Colorado Rapids     |                                                               |
|                                       |                                   | (0:1) | 42' Chris Henderson | Cotton Bowl, Dallas, Teksas Widzów: 7 376 Sędzia: Kevin Stott |
| Dante Washington 9' · Jason Kreis 74' | 39' Peter Vermes · 39' Paul Bravo | (0:1) |                     | Cotton Bowl, Dallas, Teksas Widzów: 7 376 Sędzia: Kevin Stott |

| 215 października 1997 | Colorado Rapids                        | 2:1   | FC Dallas         |                                                                       |
|                       | David Patiño 23' · Chris Henderson 87' | (1:1) | 5' Damián Álvarez | Mile High Stadium, Denver, Kolorado Widzów: 18 452 Sędzia: Noel Kenny |
| Matt Kmosko 48'       | 45' Wade Webber                        | (1:1) |                   | Mile High Stadium, Denver, Kolorado Widzów: 18 452 Sędzia: Noel Kenny |

Rywalizację wygrało Colorado Rapids.

#### Para nr 2
| 112 października 1997 | D.C. United                                                                 | 3:2   | Columbus Crew                         |                                                                                          |
|                       | Tony Sanneh 9', 45' · Raúl Díaz Arce 29'                                    | (3:0) | 57' Jason Farrell · 73' Thomas Dooley | Robert F. Kennedy Memorial Stadium, Waszyngton, D. C. Widzów: 11 820 Sędzia: Kevin Terry |
|                       | 38' Thomas Dooley · 41' Michael Clark · 87' Robert Warzycha · 87' Rob Smith | (3:0) |                                       | Robert F. Kennedy Memorial Stadium, Waszyngton, D. C. Widzów: 11 820 Sędzia: Kevin Terry |

| 215 października 1997 | Columbus Crew      | 0:1   | D.C. United        |                                                                   |
|                       |                    | (0:0) | 47' Raúl Díaz Arce | Ohio Stadium, Columbus, Ohio Widzów: 9 508 Sędzia: Arturo Angeles |
| Robert Warzycha 41'   | 42' Carlos Llamosa | (0:0) |                    | Ohio Stadium, Columbus, Ohio Widzów: 9 508 Sędzia: Arturo Angeles |

Rywalizację wygrało D.C. United.

### Finał
| 26 października 1997 15:30 EDT | D.C. United · Jaime Moreno 37' · Tony Sanneh 68' | 2:11:0raport | Colorado Rapids · 75' Adrián Paz | Robert F. Kennedy Memorial Stadium, Waszyngton, D. C. Widzów: 57 431 Sędzia: Brian Hall |
|                                | kartki: · Scott Garlick 20'                      |              | kartki: · 86' Marcelo Balboa     |                                                                                         |